# I. Konrád jeruzsálemi király

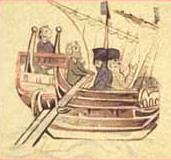
Konrád megérkezése Türoszba (Brevis Historia Regni Hierosolymitani)

Montferrati Konrád, olaszosan Corrado di Monferrato (1146 k. – 1192. április 28.) a harmadik keresztes hadjárat egyik legfontosabb résztvevője, jeruzsálemi király 1192-ben.

## Családi háttér, ifjúkor
Konrád III. (Öreg) Vilmos montferrati őrgróf fia volt, aki az Ausztriát uraló Babenberg-dinasztiába nősült. Felesége Ausztriai Judit lett, aki a Német-római Birodalom Száli császáraitól származott. A német kapcsolatok ellenére a montferrati udvar provanszál irodalmi kultúrával rendelkezett, és sok trubadúrt támogatott (később néhány dalnok megénekelte Konrád szentföldi tetteit).
Első felesége feltevések szerint rokona volt Gorizia (Görz) grófjának, ám törvényes utód nélkül elhunyt 1186-1187 körül.

## Keleten
Montferrat urai mindig is jó kapcsolatokkal rendelkeztek keleten, a Bizánci Birodalomban és a keresztes államokban (Konrád bátyja, Vilmos V. Balduin jeruzsálemi király apja, öccse, Renier pedig I. Mánuel császár veje volt). Konrád II. (Angelosz) Izsák támogatója volt, és feleségül vette annak lányát, Theodórát. A görögök azonban ellenségesen kezelték, így 1187. július 14-én elhagyta Konstantinápolyt. Nem sokkal Jeruzsálem eleste után érkezett Türoszba, ahol átvette a város védelmének irányítását, amikor Szaladin szultán megostromolta. Konrád a tengeren legyőzte az egyiptomiakat, és az ostromot is állta, noha Szaladin még azzal is megfenyegette, hogy megöli a hattini csatában fogságba esett, idős apját. Hiába vitte a falak alá az öreg márkit, Konrád hajthatatlan maradt, Szaladin pedig végül szabadon engedte III. Vilmost.

## Harc a jeruzsálemi koronáért
Győzelmei után Konrád nem ismerte el többé Lusignani Guidót jeruzsálemi királynak, és elűzte Türoszból; Guidó ekkor az Akkon visszafoglalásán fáradozó keresztesekhez csatlakozott. Amikor az ostrom közben elhunyt a felesége, Szibilla, Guidó hivatalosan már nem birtokolta a koronát. Konrád ekkor feleségül vette Szibilla testvérét, Izabellát, noha ekkor még mindig Theodóra férje volt (Nikétasz Khoniatész bizánci krónikás elbeszéléséből valószínűsíthető, hogy Theodóra addigra már meghalt). Guidó I. (Oroszlánszívű) Richárd hűbérese volt poitoui birtokai révén, így élvezhette az angol király támogatását, míg Konrádot II. Fülöp Ágost francia király és rokona, V. (Babenberg) Lipót osztrák herceg támogatta.
Akkon felszabadítása után (1191. július 12.) végül elismerték Guidó királyságát, ám Konrádot és Izabellát utódaivá nevezték ki. 1192 áprilisában Richárd nyomására Guidó megkapta (pontosabban: kénytelen volt megvásárolni) Ciprust hűbérbirtoknak. Ugyan Guidó továbbra is használta királyi címét, Konrádot jeruzsálemi királlyá koronázták. Uralma nem tartott sokáig: április 28-án megölték. (Felesége aznap sokáig nem tért vissza a fürdőből vacsorázni, így a király Beauvais püspökéhez indult enni. Mivel ő már befejezte a lakomát, Konrád hazafelé vette az irányt, ám útközben két asszaszin rátámadt. Szolgái házába vitték, de még aznap este belehalt sérüléseibe.) Sokan Oroszlánszívű Richárdot tartották a felelősnek, noha bizonyítékok híján; egy másik gyanúsított IV. Toroni Henfrid, Izabella első férje. Az angol királyt hazatérőben elfogta Gorizia grófja (Konrád unokaöccse, feltehetően rég elhunyt első felesége révén), majd unokatestvére, V. Lipót osztrák herceg fogságba vetette, és később eladta VI. Henrik császárnak, aki horribilis váltságdíjat zsarolt ki szabadságáért. A Richárd ellen felhozott vádak között szerepelt Montferrati Konrád meggyilkolása.
1191-ben megörökölte a montferrati márki címet, ám sosem tért haza keletről. Ilyen minőségében fivére, Bonifác volt az utódja (a IV. keresztes hadjárat vezetője). Halála után született leánya, Montferrati Mária 1205-ben jeruzsálemi királynő lett.